# Semat
Semat (fl. XXXI-XXX secolo a.C.) è stata una regina dell'Antico Egitto, moglie del Faraone Den.
Le notizie su di lei sono ricavate da una stele scoperta vicino alla tomba di Den a Abido, in Egitto. I suoi titoli erano:
| G5 | U1 |

| G5 | U1 |

| E21 · D36 |

| E21 · D36 |

Si tratta di titoli associati a molte altre regine dell'antico Egitto. Oltre a quella di Semat, vicino alla tomba di Den furono trovare le stele funerarie di altre due donne, Seshemetka, la moglie ufficiale, e Serethor. Conservata nel Museo egizio di Berlino, la stele fu distrutta dai bombardamenti aerei durante la seconda guerra mondiale.